# Hemerotrecha xena
Hemerotrecha xena es una especie de arácnido  del orden Solifugae de la familia Eremobatidae.

## Distribución geográfica
Se encuentra en California en (Estados Unidos).